# Galion (rivière)
Le Galion est un cours d'eau situé sur l'île de Basse-Terre en Guadeloupe, qui prend sa source dans le parc national de la Guadeloupe et se jette dans la mer des Caraïbes.

## Géographie
Long de 11,8 km, le Galion prend sa source dans le massif de la Soufrière, constitue la limite entre les communes de Basse-Terre, Gourbeyre et Saint-Claude sur Basse-Terre pour se jeter après dans la mer des Caraïbes au sud de Basse-Terre au niveau du fort Delgrès après le pont du Galion.
Parmi les sauts situés sur son cours se trouve la chute du Galion (40 m), la chute de la Parabole, ainsi qu'une large vasque naturelle, le Bassin Bleu.

## Affluents
Les principaux affluents du Galion depuis la Soufrière sont les ravines Métylis, Bois Blanc, de la Citerne, Madame Toussaint, Chaude et enfin la rivière Dugommier.

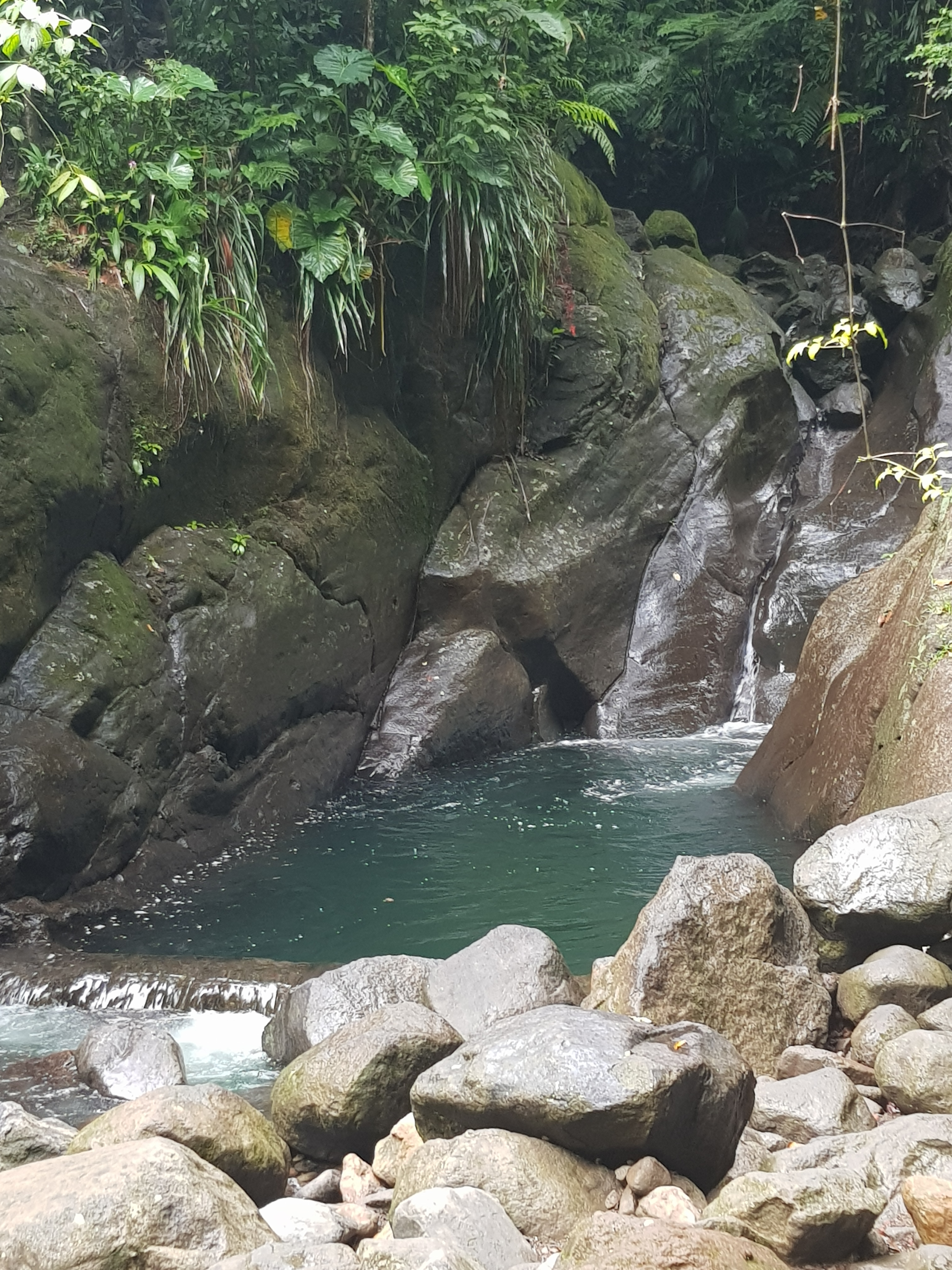
Le Bassin Bleu
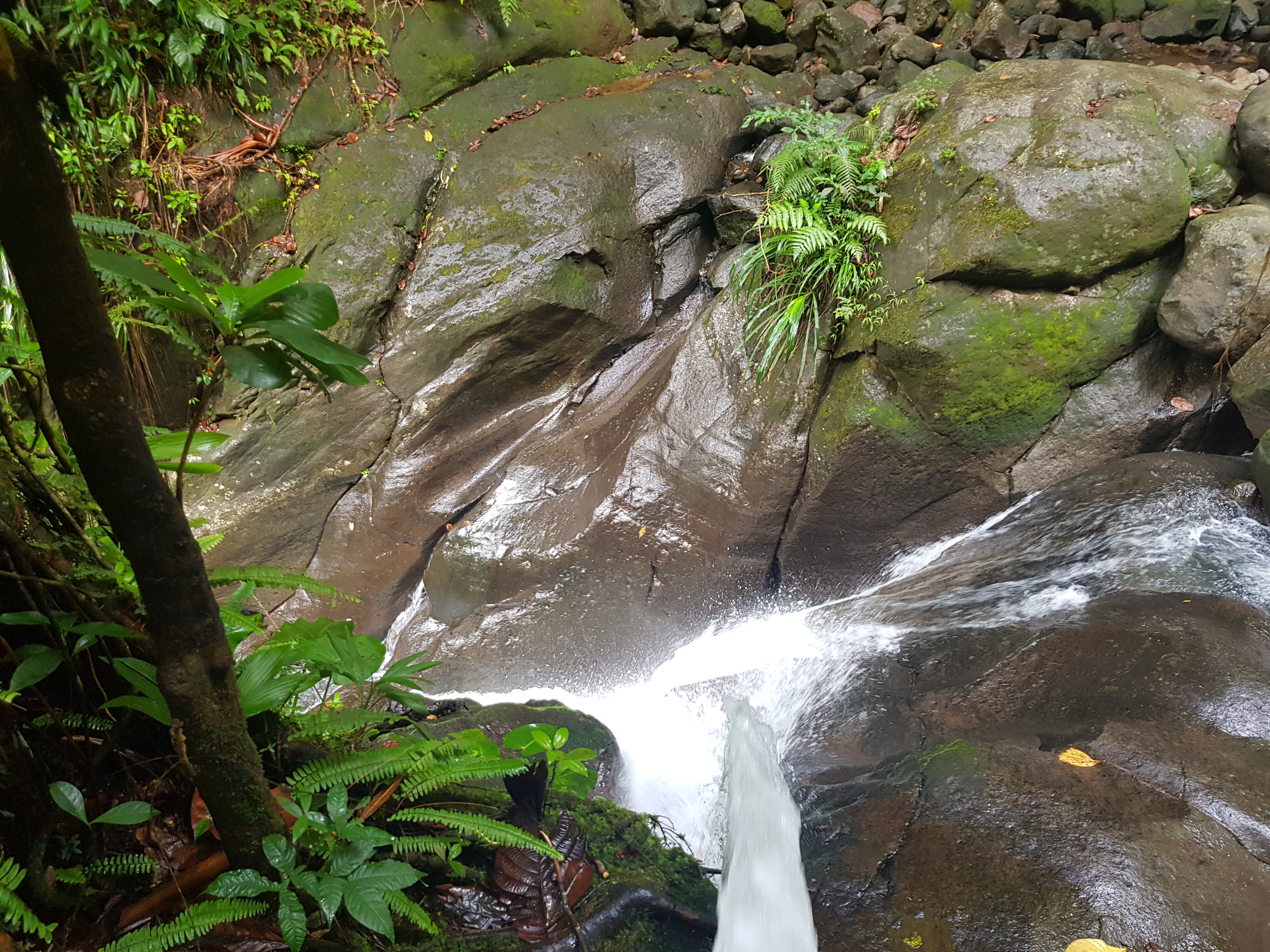
Cascade sur la rivière Galion
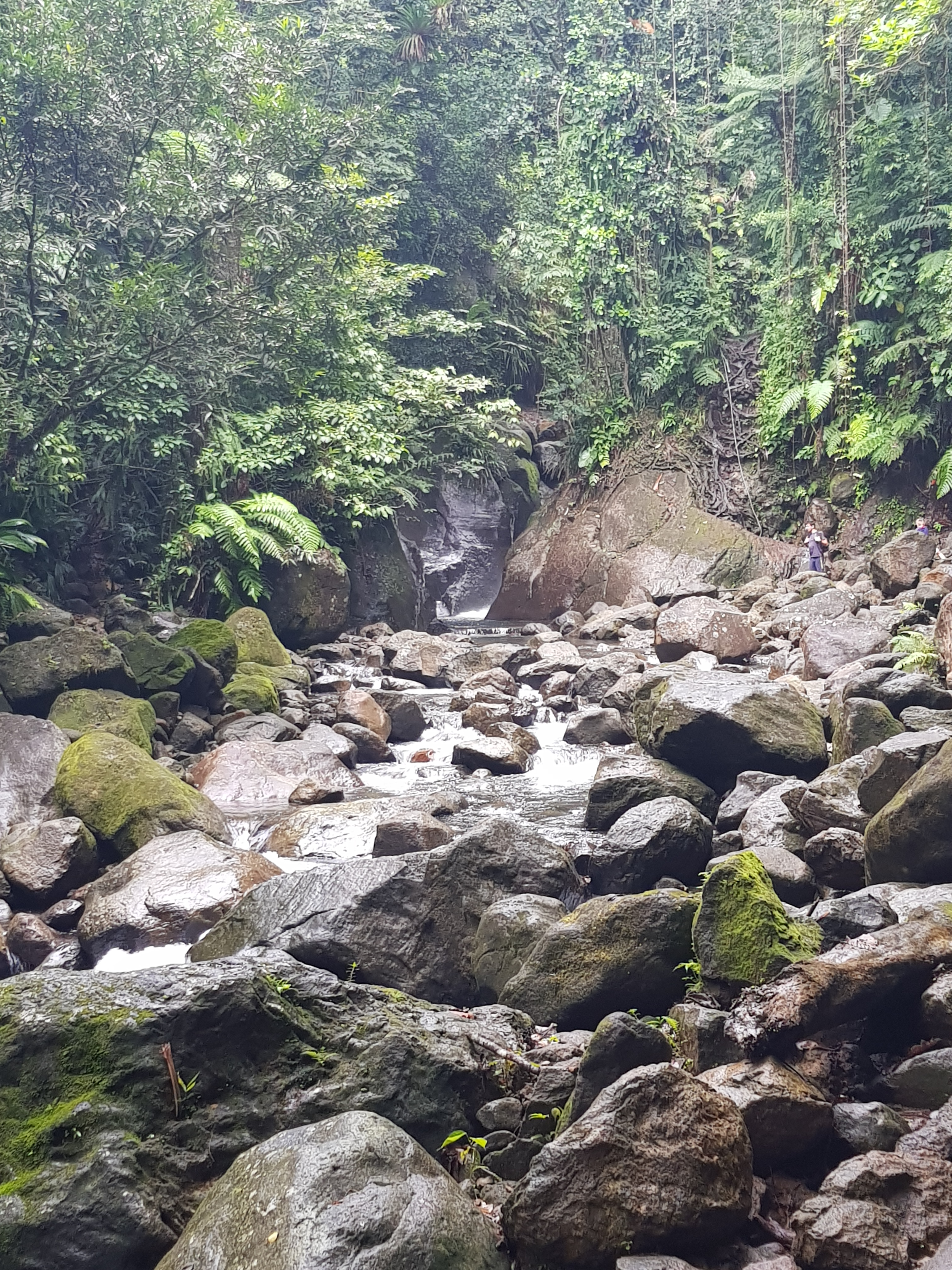
Ravine Bois-blanc
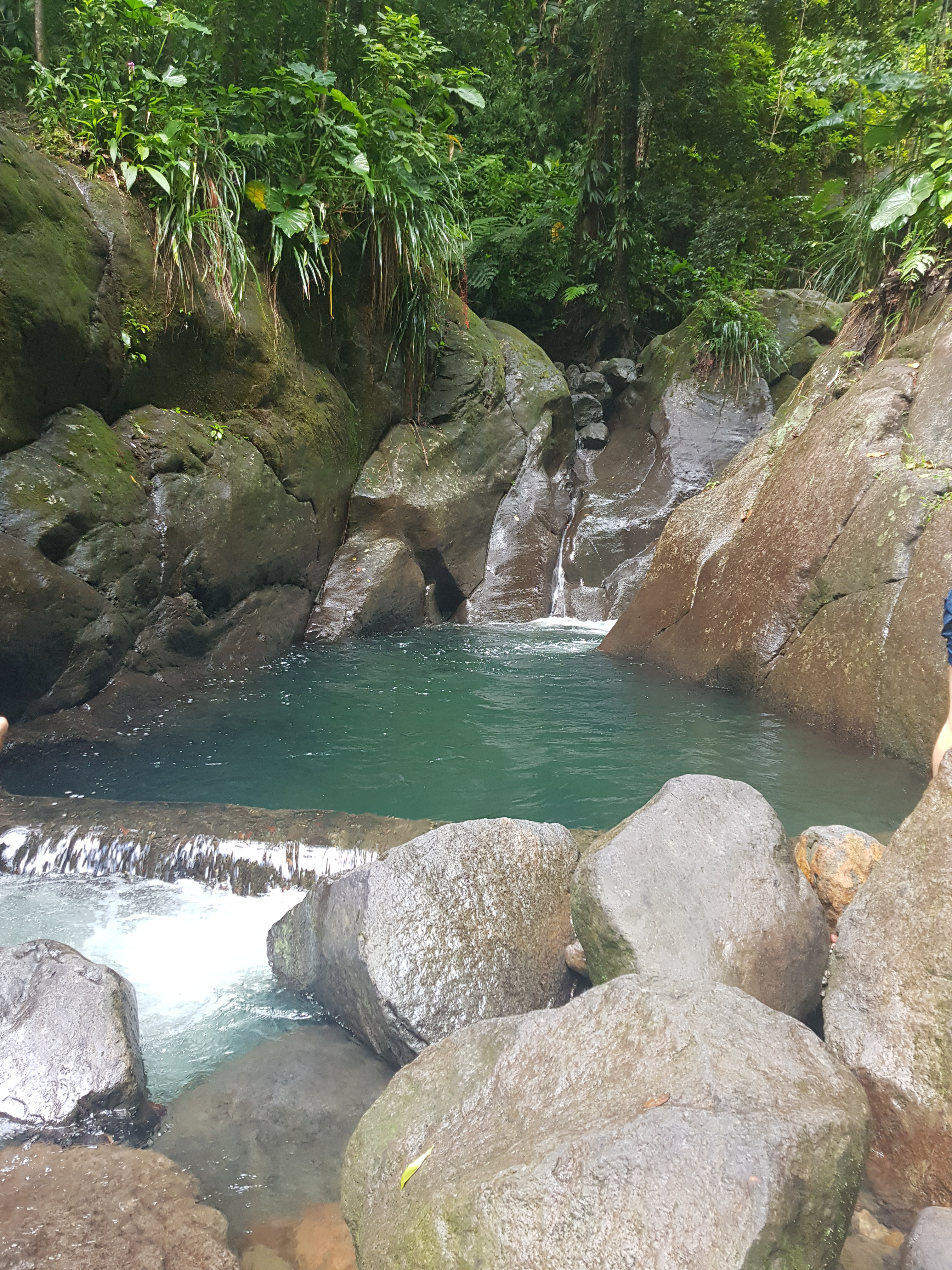
Le Bassin Bleu, autre vue.
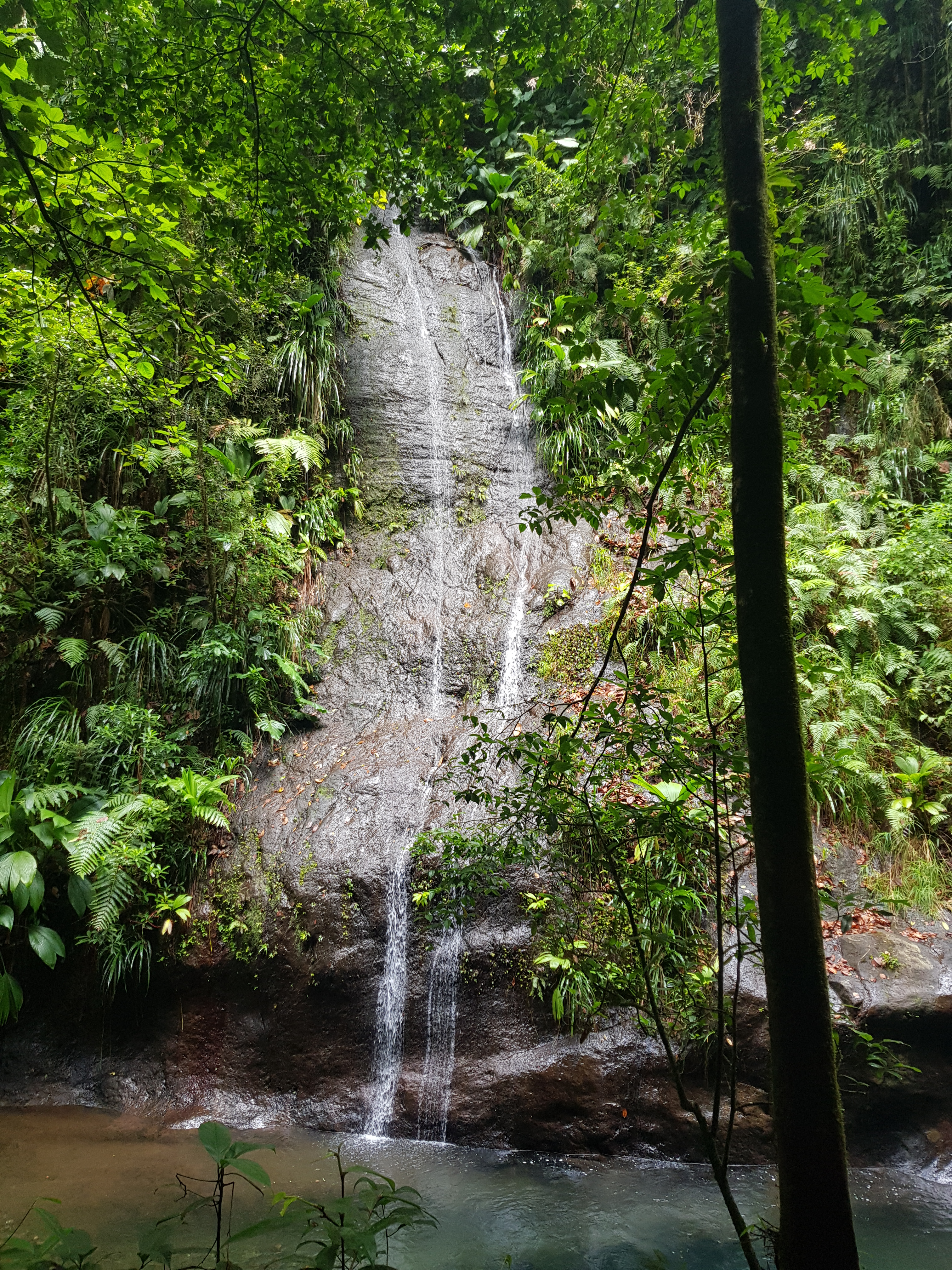
Petite chute sur la rivière Galion vers le bassin bleu.
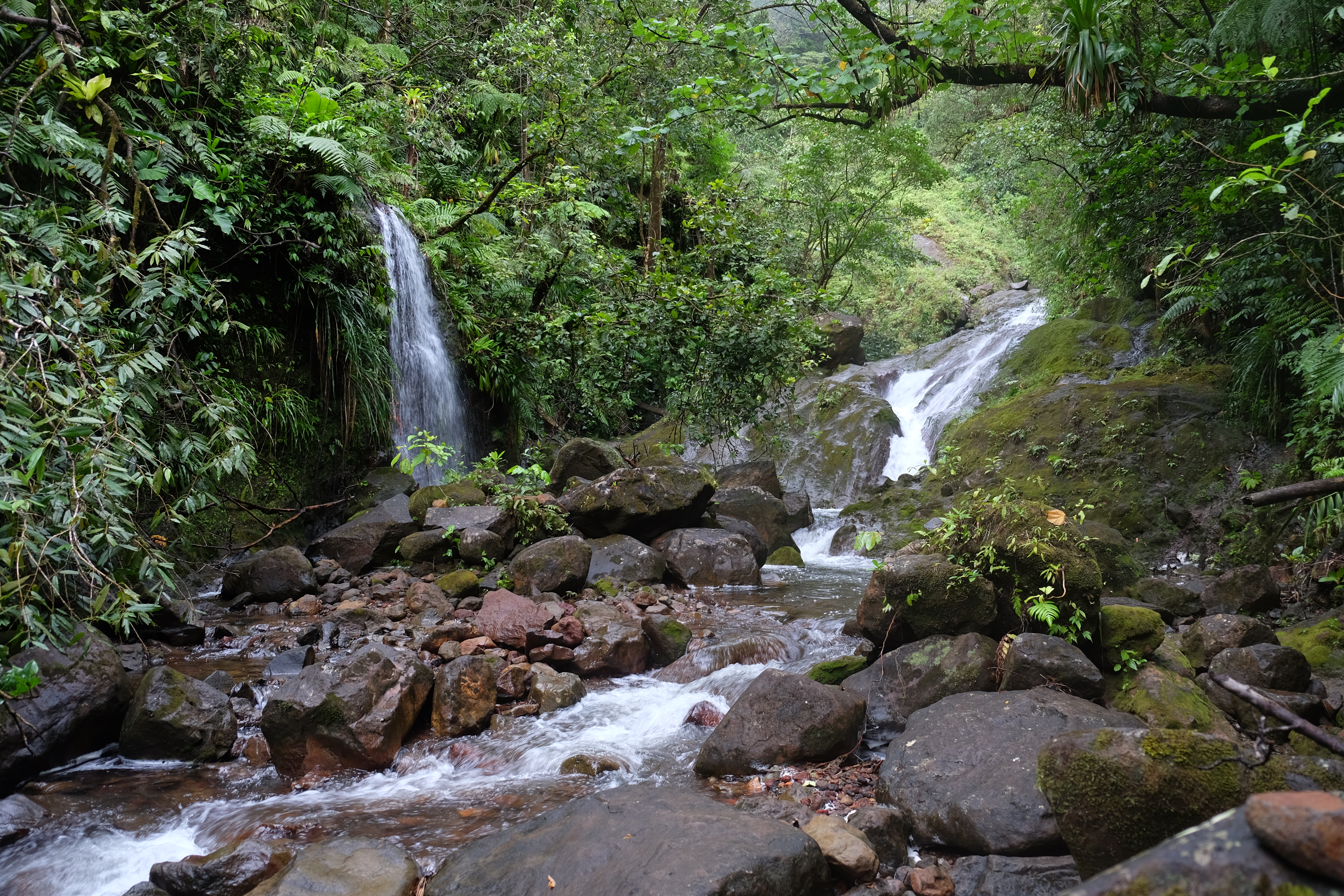
Le Galion en amont dans le parc national de la Guadeloupe.
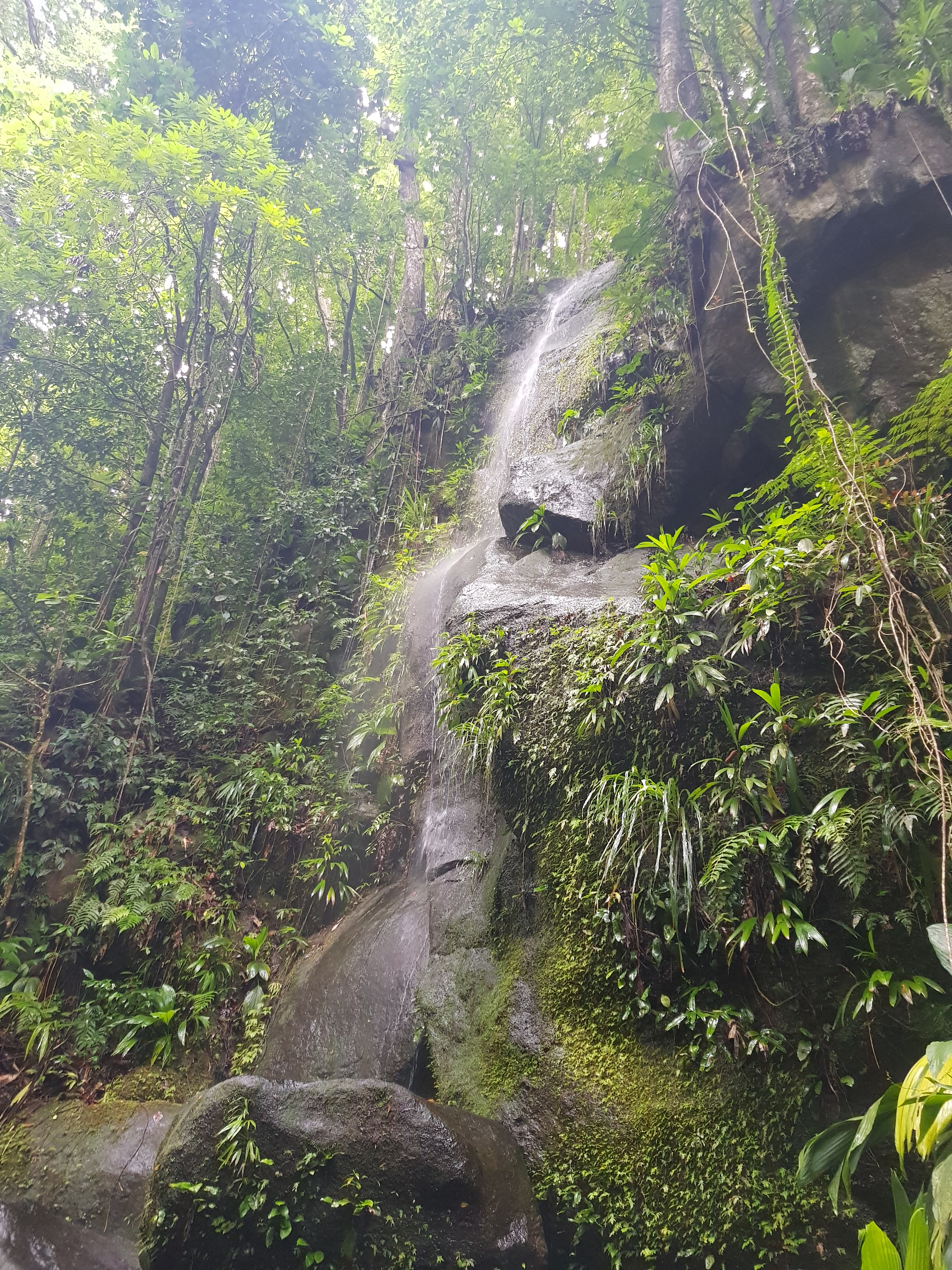
Autre chute.
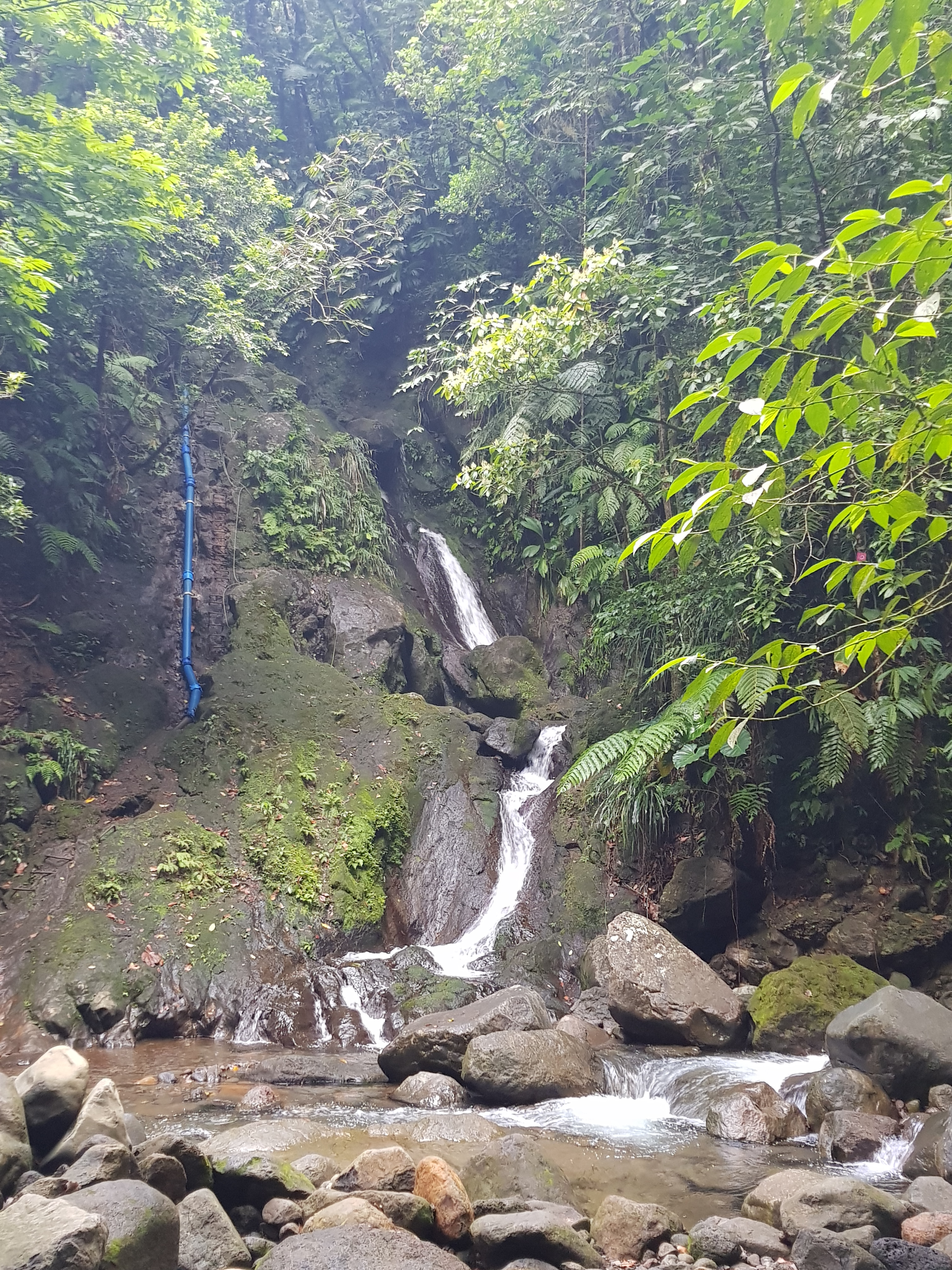
Chute d'eau près du réservoir sur la rivière du Galion.
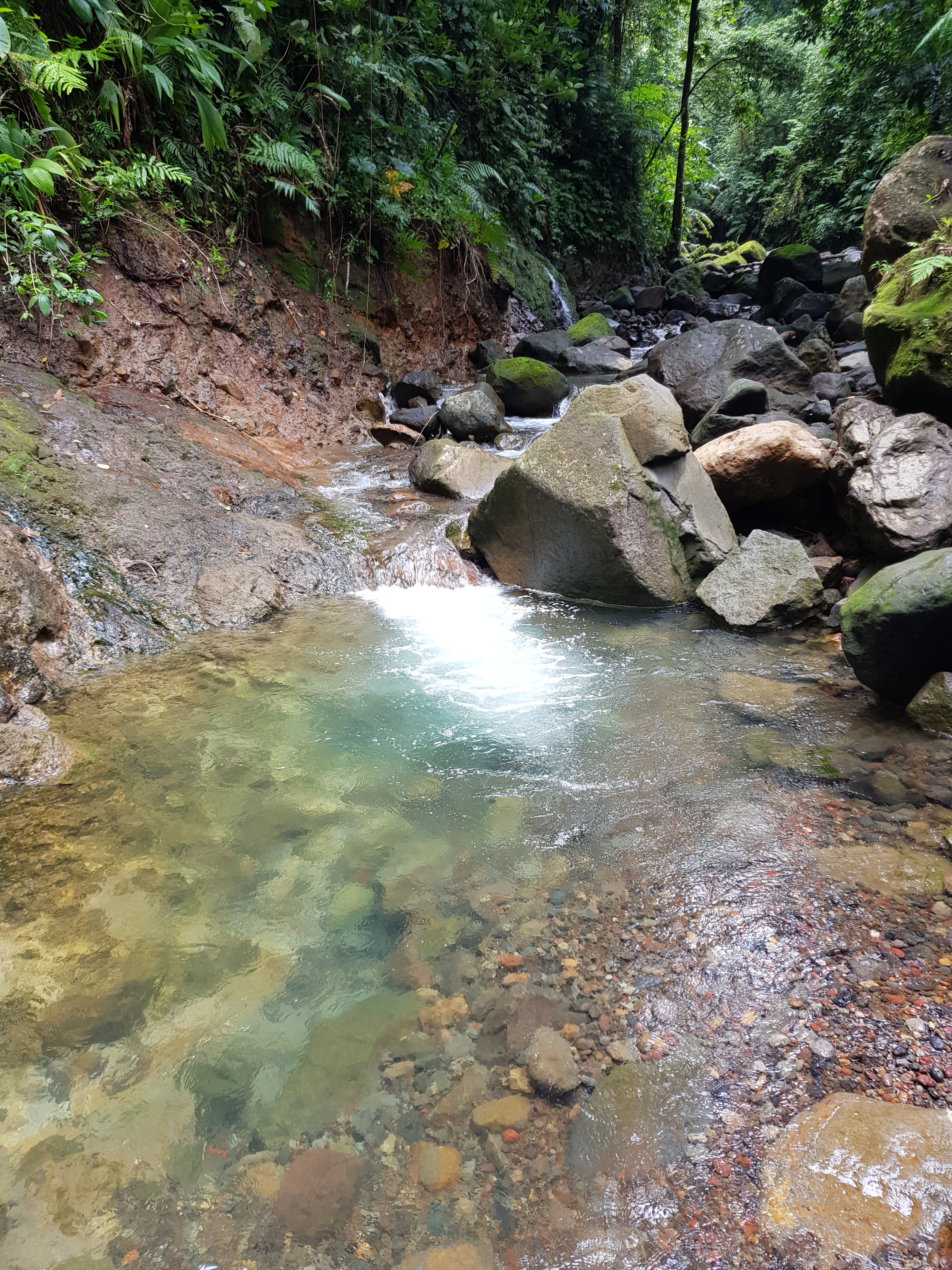
Ravine Madame Toussaint.
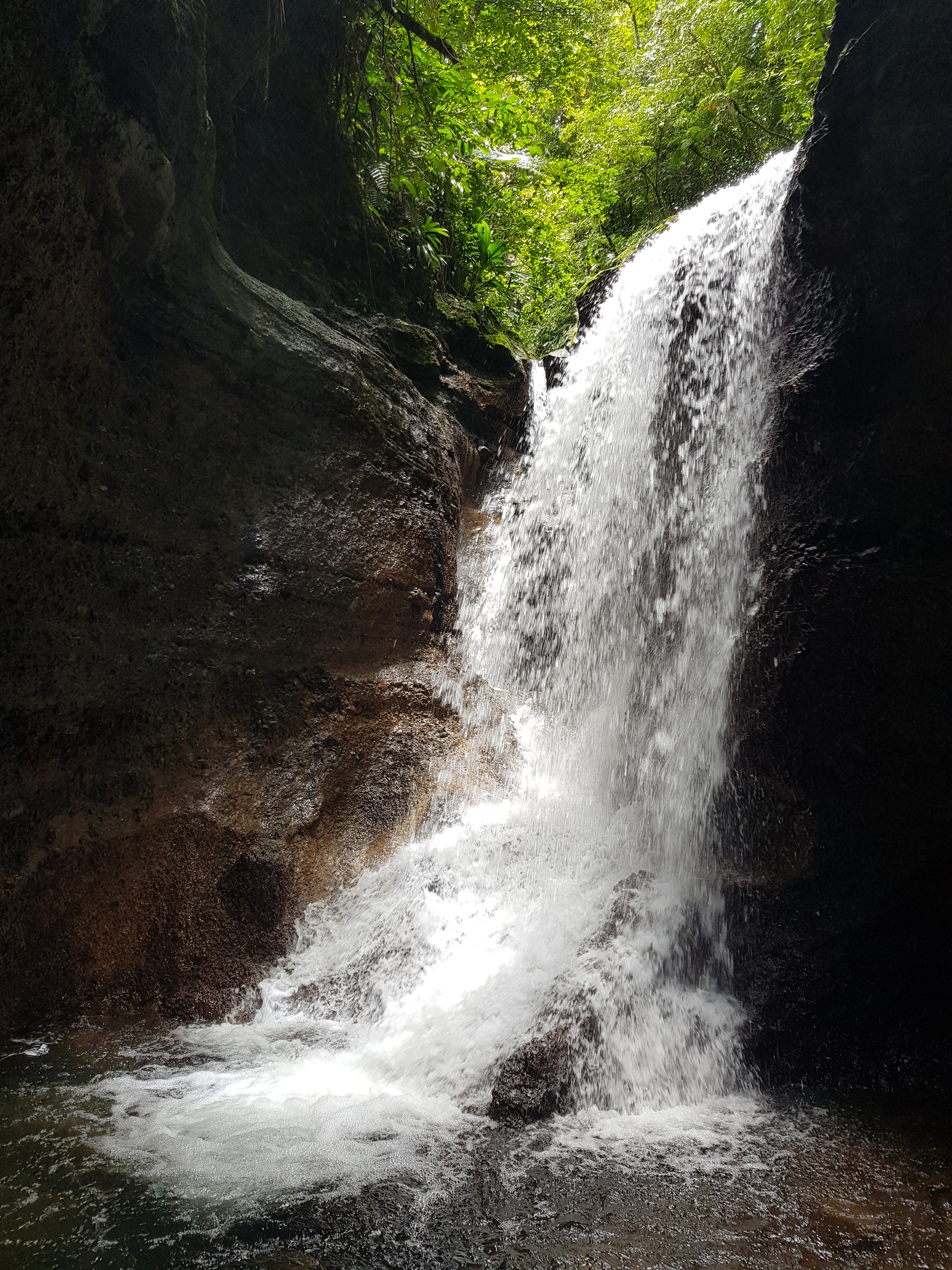
Autre chute sans nom sur la rivière du Galion, vers la chute de la Parabole.